# ان‌جی‌سی ۱۸۰۸
ان‌جی‌سی ۱۸۰۸ (انگلیسی: NGC 1808) نام یک کهکشان در صورت فلکی کبوتر است.